# Syria na Letnich Igrzyskach Olimpijskich 1972
Syrię na Letnich Igrzyskach Olimpijskich 1972 reprezentowało 5 zawodników (4 mężczyzn i 1 kobieta). Był to czwarty start reprezentacji Syrii na letnich igrzyskach olimpijskich.

## Reprezentanci

### Lekkoatletyka
Kobiety
| Zawodniczka     | Konkurencja   | Eliminacje | Eliminacje | Półfinał | Półfinał | Finał | Finał   |
| Zawodniczka     | Konkurencja   | Wynik      | Miejsce    | Wynik    | Miejsce  | Wynik | Miejsce |
| --------------- | ------------- | ---------- | ---------- | -------- | -------- | ----- | ------- |
| Malak El-Nasser | bieg na 800 m | DNF        | DNF        | NQ       | NQ       | NQ    | NQ      |

### Strzelectwo
Mężczyźni
| Mounzer Khatib | trap | 170 | 47. |
| Joseph Mesmar  | trap | 167 | 50. |

### Zapasy
Mężczyźni - styl klasyczny
| Zawodnik         | Konkurencja | Runda I          | Runda II         | Runda III        | Runda IV         | Runda V          | Runda VI         | Runda VII        | Finał            | Finał   |
| Zawodnik         | Konkurencja | Przeciwnik Wynik | Przeciwnik Wynik | Przeciwnik Wynik | Przeciwnik Wynik | Przeciwnik Wynik | Przeciwnik Wynik | Przeciwnik Wynik | Przeciwnik Wynik | Pozycja |
| ---------------- | ----------- | ---------------- | ---------------- | ---------------- | ---------------- | ---------------- | ---------------- | ---------------- | ---------------- | ------- |
| Mohieddin El-Sas | - 48 kg     | Olvera P 0-4     | NQ               | NQ               | NQ               | NQ               | NQ               | NQ               | NQ               | NQ      |
| Fawzi Salloum    | - 57 kg     | Laszkar W 2-2    | DNS              | NQ               | NQ               | NQ               | NQ               | NQ               | NQ               | NQ      |